# 年中祭日祝日ノ休暇日ヲ定ム
年中祭日祝日ノ休暇日ヲ定ム（ねんちゅうさいじつしゅくじつのきゅうかびをさだむ、明治6年10月14日太政官第344号布告）は、祝祭日（休日）に関する日本の太政官布告。

## 概要
1873年（明治6年）10月14日に太政官布告として公布・即日施行された。
当初は、元始祭（1月3日） 、新年宴会（1月5日）、孝明天皇祭（先帝祭。1月30日）、紀元節（2月11日）、神武天皇祭（4月3日）、神嘗祭（9月17日）、天長節（11月3日）、新嘗祭（11月23日）の8日だったが、1878年（明治11年）6月5日の改正により、春季皇霊祭（春分日）と秋季皇霊祭（秋分日）が追加されて10日となった。
1879年（明治12年）7月5日の改正により、神嘗祭の日が9月17日から10月17日に変更された。これは新暦の9月17日だと稲穂の生育が不十分であるため月遅れにしたものである。
1912年（大正元年）9月4日、休日ニ関スル件の公布・同日施行と同時に廃止された。